# Enrique Múgica
Enrique Múgica Herzog (San Sebastián, 20 febbraio 1932 – Madrid, 10 aprile 2020) è stato un politico spagnolo.
Era membro del Partito Socialista Operaio Spagnolo.

## Biografia
Antifranchista sin da giovane, durante la dittatura passò tre anni in prigione.
Deputato per la provincia di Guipuscoa dal 1977 al 2000, nel settembre del 1980 presentò una richiesta ufficiale di spiegazioni a proposito dell'incidente UFO di Manises.
Fu ministro della giustizia nel secondo e nel terzo governo di Felipe González, dal 1988 al 1991.
Fu difensore civico, dal 2000 al 2010.
Enrique Múgica è morto nell'aprile del 2020 all'età di 88 anni, per complicazioni da SARS-CoV-2.